# Trương Xuân Hoa
Trương Xuân Hoa (chữ Hán: 張春華; 189 - 247) là nguyên phối thê tử của Tư Mã Ý, là quyền thần nổi tiếng Tào Ngụy thời Tam quốc trong lịch sử Trung Quốc. Bà là mẹ của 3 người con trai và một con gái, trong đó có hai người con nổi tiếng và tài năng nhất là Tư Mã Sư và Tư Mã Chiêu. Cháu nội bà là Tấn Vũ Đế Tư Mã Viêm, con trai Tư Mã Chiêu, người lập nên triều đại nhà Tấn.
Bà nổi tiếng nhờ sự khôn ngoan và khả năng chính trị, cũng như sự tàn nhẫn khi cần thiết. Bà chưa bao giờ làm Hoàng hậu khi còn sống. Sau khi cháu trai nội của bà là Tấn Vũ Đế lên ngôi đã truy phong bà là Tuyên Mục hoàng hậu (宣穆皇后).

## Cuộc đời
Trương Xuân Hoa là con gái của Trương Uông (張汪), mẹ là họ Sơn, cô của Sơn Đào, một trong Trúc lâm thất hiền.
Tư Mã Ý ban đầu từ chối phục vụ Tào Tháo, nói dối rằng ông bị ốm để ở nhà. Một ngày, khi Tư Mã Ý đang hong khô cuốn sách của ông dưới mặt trời, bất ngờ đã có một trận mưa như trút. Tư Mã Ý ngay lập tức lao ra ngoài để lấy cuốn sách của ông, và đã bị nhìn thấy bởi người giúp việc. Người giúp việc biết rằng Tư Mã Ý đã khỏi bệnh từ lâu và nói lại với Trương Xuân Hoa. Trương Xuân Hoa lo lắng rằng nếu người giúp việc tiết lộ tin tức ra ngoài, cả nhà sẽ gặp nguy, vì vậy bà đã sát hại người giúp việc để bịt miệng. Bà tự chuẩn bị bữa ăn cho gia đình kể từ đó, và Tư Mã Ý đã rất ấn tượng vì điều này.
Vào những năm cuối đời, Tư Mã Ý sủng ái Bách phu nhân - người sinh ra con út của Tư Mã Ý là Tư Mã Luân. Bách phu nhân nhan sắc tươi đẹp, rất được lòng Tư Mã Ý khiến ông sủng ái và thờ ơ với Trương Xuân Hoa. Một lần, Tư mã Ý ốm nặng, Trương Xuân Hoa đến thăm thì Tư mã Ý nói: "Lão bà bà, trông bà thật gớm ghiếc! Sao còn đến thăm ta làm gì?!". Trương Xuân Hoa tức giận và muốn tuyệt thực, làm cả hai người con là Tư Mã Sư và Tư Mã Chiêu cũng thương mẹ mà làm theo. Tư Mã Ý mới hốt hoảng giảng hòa với bà, nhưng nói với người khác rằng: "Ta chẳng quan tâm lão bà già kia chết hay không, ta chỉ lo hai đứa con trai có chuyện gì thì khốn!".
Năm 247, phu nhân Trương Xuân Hoa qua đời ở tuổi 59. Tư Mã Ý giả vờ đau buồn sâu sắc vì cái chết của bà và thỉnh cầu sự cho phép của Tào Phương để ông từ quan, với lý do rằng ông quá đau buồn sau cái chết của vợ. Tư Mã Ý ở nhà 2 năm, cho đến khi ông bất ngờ tước quyền nhiếp chính của Tào Sảng trong một cuộc đảo chính.

## Hậu duệ
1. Tư Mã Sư, tự Tử Nguyên.
2. Tư Mã Chiêu, tự Tử Thượng.
3. Tư Mã Cán, tự Tử Lương.
4. Nam Dương công chúa, không rõ tên thật.